# 橫山靜雄
横山 静雄（日語：よこやま しずお、1890年12月1日—1961年1月6日）為日本陸軍軍人。最終階級為陸軍中將。

## 經歷
福岡縣出身。村公所收入役・横山麓的長男。就讀過中學傳習館。1912年5月、陸軍士官學校（24期）畢業。同年12月、任官步兵少尉，擔任步兵第24連隊付。1925年11月、陸軍大學校（37期）畢業。
歷任步兵第24連隊中隊長、參謀本部付勤務、參謀本部員、朝鮮軍司令部付、出差歐洲、關東軍鐵道線區司令部付、同鐵道線區司令官、關東軍司令部付等職。中日戰爭時、任步兵第2連隊長出征，參加河北戡定作戰、徐州會戰。1939年3月、進級陸軍少將。第2野戰鐵道司令官、第1野戰鐵道司令官等職務。1941年10月、晉升陸軍中將。
1942年6月、擔任第8師團長，駐屯滿洲雞寧縣。1944年12月、隨著戰局的惡化、被派遣至菲律賓。1945年3月、兼任第41軍司令官。展開山岳地帶持續地持久戰。
終戰後以戰犯身份被逮捕。1949年5月、馬尼拉法庭死刑判決，再減刑為有期徒刑。1953年12月、從巢鴨監獄釋放。

## 親族
- 長男 横山英雄（陸軍大尉）

## 外部連結
- Ammenthorp, Steen. . The Generals of World War II.   [2011-03-06]. （原始内容存档于2020-04-03）.
- Time Magazine article on Yokoyama's pardon （页面存档备份，存于）